# كارمن مارتون
كارمن مارتون (بالإنجليزية: Carmen Marton)‏ (من مواليد 30 يونيو 1986) وهي رياضية من أستراليا. وهي أول بطلة للتايكوندو في العالم.
مارتون من أصل بولندي أسترالي، نشأ والديها في بولندا وجاءوا إلى أستراليا كلاجئين. كان والداها وأشقائها وشريكها جميعًا من الرياضيين للعبة التايكواندو.

## إنجازاتها الرياضية
حققت مارتون في سن صغيرة عددًا من النتائج القياسية الدولية:
- فازت بالميدالية الفضية في كل من بطولتي 2001 و 2003.
- في سن الرابعة عشرة ، أصبحت أصغر رياضية من أستراليا في المنتخب الوطني تفوز بكأس العالم للتايكوندو في فيتنام.
- في سن ال 15 ، حصلت على مكان في أول فريق وطني لها يتنافس في بطولة العالم 2001 في جيجو ، كوريا.
- في عام 2002 ، في سن ال 16 فازت بالميدالية الفضية في كأس العالم في طوكيو ، اليابان في فئة <59 كجم.[7]
- في عام 2004 ، فازت ببرونزية في بطولة آسيا، سيول كوريا في فئة أقل من 63 كجم.
- بعد غيابها عن أولمبياد أثينا 2004 ، فازت بميدالية برونزية في بطولة العالم للتايكوندو لعام 2005 في قسم الوزن الخفيف (حتى 63 كيلوغرام).[8]
- ثم فازت مارتون ببرونزية في حدث الاختبار الأوليمبي في عام 2007 في فئة وزن +67 كجم.[9]
- كما شاركت في بطولات العالم للتايكوندو لعام 2007، وفازت بمبارتين ، وبطولة 2009 للتايكوندو العالمية التي انتهت في الدور 16 ، وبطولة العالم للتايكوندو لعام 2011 في قسم الوزن الخفيف ، وخسرت أمام مارينا سومييتش في الدور الربع النهائي.
- حصلت مارتون على البرونزية في دورة الألعاب الجامعية الصيفية 2011 في شنتشن ، الصين. في سبتمبر 2011 ،فازت في دورة التأهل للألعاب الأولمبية في أوقيانوسيا للوزن أقل من67 كجم .[10]
- شاركت مارتون في الألعاب الأولمبية الصيفية 2008 في فئة +67 كجم ، وخسرت أمام ناتاليا فالافينجا في الدور ربع النهائي.[11]
- فازت مارتون بالميدالية الذهبية في بطولة العالم للتايكوندو عام 2013 ، وأصبحت أول بطل عالمي للتايكوندو في العالم بعد هزمت كيم كيم لان في 4 ثوان فقط.[12]
- فازت مارتون وشريكها وأخوها وأختها بالذهب في التايكواندو في دورة ألعاب المحيط الهادئ لعام 2015.[13][14]
- شاركت مارتون مع زميلها في رياضة التايكواندو الأولمبية (صفوان خليل) الذي التقته عندما كانت مراهقة. كانوا ممثلين للتايكوندو في أستراليا في الألعاب الأولمبية الصيفية 2012 ، وحققت مارتون ميدالية برونزية.[11][15][16]

## حياتها الشخصية
ولدت مارتون كمسيحية ولكنها اعتنقت الإسلام عام 2009. وصفت مارتون تحولها كتطور طبيعي.
والد مارتون هو أحد ممارسى التايكواندو البولندية ولديها شقيق (جاك)، وأخت (كارولين مارتون). وهم أيضاً يشاركون معها في التدريبات وقد وصفتهم مارتون بأنهم رياضيين من الطراز العالمي.
لديها شهادة البكالوريوس في ممارسة الرياضة والعلوم الرياضية من جامعة ديكن. شعارها الشخصي هو «العمل الشاق والطموح يتفوقان على القدرة الطبيعية.»

## وصلات خارجية
- كارمن مارتون على موقع TaekwondoData.com (الإنجليزية)
- كارمن مارتون على موقع اللجنة الأولمبية الدولية (الإنجليزية)
- كارمن مارتون على موقع أوليمبيديا (الإنجليزية)
- كارمن مارتون على موقع اللجنة الأولمبية الأسترالية (الإنجليزية)
- Carmen Marton, Australian Olympic Committee.
- Carmen Marton, Melbourne Taekwondo Centre على موقع واي باك مشين (نسخة محفوظة 2014-10-10)